# Клергу
Клергу (фр. Clergoux) насеље је и општина у централној Француској у региону Лимузен, у департману Корез која припада префектури Тил.
По подацима из 2011. године у општини је живело 380 становника, а густина насељености је износила 23,59 становника/km². Општина се простире на површини од 16,11 km². Налази се на средњој надморској висини од 540 метара (максималној 603 m, а минималној 511 m).

## Демографија
| 1962. | 1968. | 1975. | 1982. | 1990. | 1999. | 2011. |
| ----- | ----- | ----- | ----- | ----- | ----- | ----- |
| 390   | 430   | 397   | 390   | 367   | 385   | 380   |

График промене броја становника у току последњих година